# 100 オトナになったらできないこと
『100 オトナになったらできないこと』（ワンハンドレッド オトナになったらできないこと、原題：100 Things to Do Before High School）は、ニコロデオン製作のアメリカ合衆国のテレビドラマ。

## 概要
中学生活も残り2年となった主人公CJが、幼なじみの親友2人を巻き込み、高校に進学したらできなくなるであろう100個のプチチャレンジを試みる。

## 放送
アメリカ合衆国では2014年11月11日に1時間番組のパイロット版として放送され、2015年5月30日よりレギュラー放送を開始した。
同年8月29日にはオーストラリアとニュージーランド、同年9月28日にはイギリスとアイルランドのニコロデオンでそれぞれ放送された。
同年10月8日にはカナダのYTVでも放送された。
日本では2016年12月7日から2017年5月31日までNHK Eテレで水曜19時25分 - 19時50分に放送された。
2016年9月11日、本作の出演者であるリサ・アーチは、本作がシーズン1をもってニコロデオンから打ち切られたことをTwitterで明かした。
2018年5月7日から2018年6月19日までNHK Eテレにて月〜木曜18時55分 - 19時17分に再放送された。これは、同時間帯で本来放送されていた帯番組『Rの法則』の放送終了に伴う代替番組としての措置である。

## 主な登場人物
※話数は日本版とする。

### メイン
CJ・マーティン(CJ Martin)
演 - イザベラ・モナー 、吹替 - 戸松遥、幼少期：演 - リンジー・ラマー
本作の主人公。プータタック中学の7年生。トレードマークはウェーブのかかったロングヘアー。スマートフォンには水色のカバーをつけている。親友が一番の宝もの。兄のロンビーから「大人になったらできなくなることが多くなる」と聞き、今のうちに友達といっしょに楽しいことをして中学生活を最高のものにしたいと思っている。イケメン歌手デル・レイの大ファンで、自宅の自室にポスターを貼ったり学校のロッカーの中にブロマイド等を飾っている。イケメン上級生に恋をしていて、プチ・チャレンジ中に彼が登場すると脱線してしまうことがある。ミンディと度々衝突する。
フェンウィック・フレイジャー(Fenwick Frazier)
演 - ジャヒーム・キング・トゥームズ、吹替 - 島﨑信長、幼少期：演 - アジャニ・ライスター
CJの最初の親友（幼稚園時代）。黒縁眼鏡をかけた頭の良いプータタック中学の7年生。恰好から入る一面がある。論理的だが融通が利かない所があり、しばしば発狂する。服装は、シャツにネクタイ、ベージュのパンツ(幼稚園児から)。CJに「ベージュのパンツは１本しか持っていない」と暴露された(生徒会長選挙時)。“MEGA BRAIN(天才的脳みそ)”で、テストではＡ判定をよく取っているらしい。ネクタイは100本持っている。彼のロッカーの扉の裏にはCJ、クリスポと3人で撮った写真が貼られている(1話)。
クリスチャン・パワーズ（クリスポ）(Christian Powers(Crispo))
演 - オーウェン・ジョイナー、吹替 - 梶裕貴、幼少期：演 - マラカイ・キャリー
CJの2人目の親友。金髪。きっかけは幼稚園時代に、誤飲したぬいぐるみを吐き出させて命を助けて以来、CJに“一生親友だと誓った”。7年になる頃ちょうど歯の矯正が終わって、髪形もCJのアドバイスで変えた(1話)。それ以来人気者。廊下で手を上げれば三人連続でハイタッチ（トリプルタッチ）をされるほど。女の子にモテるプータタック中学の7年生。勉強は少し苦手でテストではＤ判定をよく取っているらしい。同級生のミンディに好意を寄せられている。兄から理不尽な扱いを受けている。
ロバーツ先生(Jack Roberts)
演 - ジャック・デ・セナ、吹替 - 土田大
プータタック中学のスクールカウンセラー。CJ、フェンウィック、クリスポの良きアドバイザーでもある。服装は茶髪のパーマにひげ、ベストを着用している。独身。“自分のアイドルに会う”プチ・チャレンジの時にフェンウィックがカウンセラー室のロバーツ先生のPCを勝手に使って怪しいブローカーから電話番号を20ドルで買ったため、FBIに連行されてしまった。その後容疑が晴れて釈放されている。

### CJの家族
ロンビー・マーティン(Ronbie Martin)
演 - マックス・エリック、吹替 - 玉木雅士
男子高校生。CJの兄。CJに高校生活の大変さを伝える。
ミセス・マーティン(Mrs. Martin)
演 - ステファニー・エスカジェダ、吹替 - 氷上恭子
CJとロンビーの母。茶髪のミディアムロングヘアーで積極的な性格をしている。若い頃にロックバンドをやっていたり、アイドルの追っかけをしていた。“自分のアイドルに会う”プチ・チャレンジ時にはCJと一緒にデル・レイの出待ちをした。大学時代にミスター・マーティンと出会い結婚した。
ミスター・マーティン(Mr. Martin)
演 - ヘンリー・ディットマン、吹替 - 檜山修之
CJとロンビーの父。職業は足専門医。大学時代にボランティアをしてミセス・マーティンと出会い結婚した。

### その他
ヘイダー校長(Principal Hader)
演 - リサ・アーチ、吹替 - 日野由利加
プータタック中学の女性校長。眼鏡をかけていてロングヘアーを後ろで１つにまとめている。CJの7年生初登校日に新しく赴任してきた。8年生専用のパティオ（テラス・たまり場）をつぶして、管理棟を建設。“THE DEATH STAR”と評される(1話)。それ以降も金策に奔走し、CJ達が学園通貨である“プータタック・ドル”の入った宝箱を探そうとするものであれば重機を導入して妨害した。
ミンディ・マイナス(Mindy Minus)
演 - ブレイディ・ライター、吹替 - 嶋村侑
ブロンドのロングヘアーにカチューシャがトレードマークの学校で一番人気の女の子。いつも取り巻きの女の子達を引き連れている。お金持ちの娘。クリスポに好意があり、あの手この手でアプローチしているが、中には陰険なやり方もある。CJと度々衝突する。
ポール・シュワイマー(Paul Schmolitor)
演 - マシュー・スコット・ミラー、吹替 - 杉浦慶子
プータタック中学の風紀係。CJいわく“夏休み中にヒゲが生えた”らしい(1話)。
ゼルファバ(Zhelphaba)
演 - パイパー・マディソン、吹替 - 山根舞
12話で登場。魔女で有名なセイラムからやって来た転校生。
バント先生(Mr. Bandt)
演 - マーカス・フォーマー、吹替 - 遠藤純一
プータタック中学の教師。一人で3教科も教えている（音楽と演劇と保健）。
ヘンリー・スリンコ先生(Henry Slinko)
演 - クリストファー・ネイマン、吹替 - 魚建
ボアード先生(Mr. Bored)
演 - ラァジーヴ・アーガーウェル、吹替 - 清水明彦
レビュー先生(Coach LeBeau)
演 - ダイアン・デラーノ、吹替 - 杉浦慶子
体育担当。4話で登場。
ナターシャ・ヴィーラヴォヴィドヴィッチ(Natasha Villavovodovich)
演 - デブラ・クリストファーソン、吹替 - 定岡小百合
原語では“lunch lady”と呼ばれる。どこでもエプロンにヘアネット姿のいわゆる“食堂のおばちゃん”。
アーサー・ピックウィックル(Arthur Pickwickle)
演 - ジャンニ・ディセンゾ、吹替 - 高野憲太朗
4話で初登場。
ベンジー・フロマン(Benji Froman)
演 - ベンジャミン・ロイヤー、吹替 - 小平有希
エンゾー・フロマン(Enzo Froman)
演 - マシュー・ロイヤー、吹替 - 小平有希
5話で初登場。双子の兄弟。
その他の出演者(吹替)
大西弘祐
バトリ勝悟
外石咲
渡辺弥咲

## 放映リスト
以下はNHK Eテレでの放送順（他のニコロデオン制作のシットコム同様、基本的に制作された順番で放送されている）の一覧であり、アメリカ本国のニコロデオンにおける放送順とは異なる。
なお、日本では2016年12月31日（大晦日）の土曜10時00分 - 11時28分に1話から4話まで一挙放送された。
| 話数 | 話数 | タイトル                                                                                        | 監督                           | 脚本                 | 放送日         | 放送日                    |
| ---- | ---- | ----------------------------------------------------------------------------------------------- | ------------------------------ | -------------------- | -------------- | ------------------------- |
| 0    | 1    | カムバック!親友 Special                                                                         | ジョナサン・ジャッジ           | スコット・フェローズ | 2014年11月11日 | 2016年12月7日（パート1）  |
| 0    | 2    | カムバック!親友 Special                                                                         | ジョナサン・ジャッジ           | スコット・フェローズ | 2014年11月11日 | 2016年12月14日（パート2） |
| 8    | 3    | 私のスーパーパワー Find Your Super Power Thing!                                                 | ジョナサン・ジャッジ           | スコット・フェローズ | 2015年7月25日  | 2016年12月21日            |
| 3    | 4    | 今日はイエス・デー Say Yes to Everything for a Day Thing!                                       | サベージ・スティーブ・ホランド | ネイサン・ネッチェル | 2015年6月28日  | 2016年12月28日            |
| 2    | 5    | バンドやろうよ! Start a Garage Band Thing!                                                      | カルロス・ゴンザレス           | ジュリー・ブラウン   | 2015年5月30日  | 2017年1月4日              |
| 1    | 6    | 怖いものなし? Run with the Bears Thing!                                                         | サベージ・スティーブ・ホランド | キース・ワグナー     | 2015年6月6日   | 2017年1月11日             |
| 4    | 7    | ハッピー・マジック Be a Fairy Godmother Thing!                                                  | サベージ・スティーブ・ホランド | マーク・フェローズ   | 2015年6月20日  | 2017年1月18日             |
| 5    | 8    | 眠らないお泊り会 Stay Up All Night Thing!                                                       | ジョナサン・ジャッジ           | ラザー・サリック     | 2015年6月27日  | 2017年1月25日             |
| 6    | 9    | ベビーは小麦粉? Adopt a Flour Baby Thing!                                                       | サベージ・スティーブ・ホランド | スコット・フェローズ | 2015年7月11日  | 2017年2月1日              |
| 7    | 10   | イメチェンしよう! Change Your Look and See What Happens Thing!                                  | メリッサ・コサール             | ケイティ・マティラ   | 2015年7月18日  | 2017年2月8日              |
| 9    | 11   | みんなで借り物競争 Scavenger Hunt Thing!                                                        | ジョナサン・ジャッジ           | ジュリー・ブラウン   | 2015年9月19日  | 2017年2月15日             |
| 10   | 12   | 新しい友達を作ろう Make a New Friend Thing!                                                     | サベージ・スティーブ・ホランド | ネイサン・ネッチェル | 2015年9月26日  | 2017年2月22日             |
| 11   | 13   | 理科コンでバトル! Be a Mad Scientist Thing!                                                     | ジュリアン・ペトリロ           | キース・ワグナー     | 2015年10月3日  | 2017年3月1日              |
| 24   | 14   | プチ失恋しちゃう? Get Your Heart Pre-broken Thing!                                              | サベージ・スティーブ・ホランド | スコット・フェローズ | 2016年2月27日  | 2017年3月8日              |
| 12   | 15   | クラブに入ろう! Join a Club Thing!                                                              | ジョナサン・ジャッジ           | マーク・フェローズ   | 2015年10月10日 | 2017年3月15日             |
| 15   | 16   | 誰とランチする? Sit at a Different Lunch Table Thing!                                           | サベージ・スティーブ・ホランド | ラザー・サリック     | 2015年11月14日 | 2017年3月22日             |
| 14   | 17   | カゼの日を楽しもう Get the Most Out of a Sick Day Thing!                                        | サベージ・スティーブ・ホランド | スコット・フェローズ | 2015年11月7日  | 2017年3月29日             |
| 20   | 18   | 栄光のしるしを残せ Leave Your Mark Thing!                                                       | ジョナサン・ジャッジ           | ラザー・サリック     | 2015年6月27日  | 2017年4月5日              |
| 17   | 19   | 選挙に勝つ方法? Run for Office Thing!                                                           | サベージ・スティーブ・ホランド | キース・ワグナー     | 2016年1月9日   | 2017年4月12日             |
| 22   | 20   | 達人への道 Master a Thing Thing!                                                                | スチュワート・シル             | ネイサン・ネッチェル | 2016年2月13日  | 2017年4月19日             |
| 16   | 21   | 我ら地球防衛軍!? Survive the Virus Attack Trapped in the Last Home Base Station on Earth Thing! | ジョナサン・ジャッジ           | マーク・フェローズ   | 2015年11月21日 | 2017年4月26日             |
| 19   | 22   | 伝説の宝物を探せ! Become a Millionaire And Give It All Away Thing!                              | サベージ・スティーブ・ホランド | ソナ・パノス         | 2016年1月23日  | 2017年5月3日              |
| 21   | 23   | アイドルに会いたい Meet Your Idol Thing!                                                        | メリッサ・コーサー             | スコット・フェローズ | 2016年2月6日   | 2017年5月10日             |
| 18   | 24   | ウソか?ホントか? Always Tell the Truth (But Not Always) Thing!                                  | ジョー・メネンデス             | ラザー・サリック     | 2016年1月16日  | 2017年5月17日             |
| 13   | 25   | ハロウィーン最高? Have The Best Halloween School Day Ever Thing!                                | ジュリアン・ペトリロ           | ラザー・サリック     | 2015年10月24日 | 2017年5月24日             |
| 23   | 26   | さあ!手を挙げよう Raise Your Hand Thing!                                                        | ジョナサン・ジャッジ           | スコット・フェローズ | 2016年2月20日  | 2017年5月31日             |

## 主題歌
ブランド・ニュー・デイ（Brand New Day）
歌 - イザベラ・モナー

## 日本語版スタッフ
- 日本語版制作 - ニコロデオン、NHK
- 翻訳：徐賀世子
- 演出：杉本理子（ACクリエイト）
- 音声：山本洋平（ACクリエイト）
- プロデューサー：岡田洋平
- 制作統括：古川均、大津山潮